# Анте Томић (кошаркаш)
Анте Томић (Дубровник, СФРЈ 17. фебруар 1987) је хрватски кошаркаш. Игра на позицији центра, а тренутно наступа за Хувентуд. Наступао је и за репрезентацију Хрватске.

## Каријера
Каријеру је започео 1995. године у кошаркашком клубу КК Шумица у којем му је први тренер био Перо Јејина, 2002. одлази у Загреб но након кратког времена одлази на позајмицу у Горицу где се задржао једну сезону те се 2004. враћа у Загреб. Највећи успеси су му 2. место на кадетском првенству Хрватске, те 1. место на јуниорском првенству Хрватске све са Загребом. Након повратка у Загреб започиње његов успон у каријери. У следеће три године наметнуо се у првог играча клуба. Иако с недостатком килаже за позицију центра, Томић је са својих 215 центиметара и одличном техником надокнадио тај недостатак.
Пријавио се на НБА драфт 2008. године и одабран је као 44. избор драфта од стране Јута Џеза. Главни менаџер Јуте, Кевин О'Конор изјавио је да је драфтирање Томића „улог у будућност клуба“. Томић је без обзира на драфт остао у Европи, тачније у Загребу како би поправио своје недостатке у игри.
У сезони 2007/08. добио је лауреат награде „Кошаркаш.хр“ за најбољег кошаркаша сезоне. Сезону регионалне НЛБ лиге 2008/09., Загреб је окончао у доњем делу табеле. Упркос томе, Томић је одиграо одличну сезону, за нешто више од 30 минута на паркету просечно је постизао 15,8 кошева и 8,5 скокова. Одличне игре донеле су му наслов најкориснијег играча регионалне НЛБ лиге. У сезони је 14 пута остварио дабл-дабл учинак, у девет наврата имао је индекс +30 и више. У јуну 2009. спомињао се одлазак у израелски Макаби Тел Авив, као наследник Николе Вујчића у жутом дресу. Иако су за његове услуге били заинтересовани Цибона и још неки инострани клубови, Загребов одштетни захтев од 2.000.000 евра колико су тражили за откуп двогодишњег уговора одбила је клубове. Изјавио је да би волео да дође у Цибону играти Евролигу и напредовати. Спомињали су се некакве размене играча којом би стигао у Цибону, али на крају је остао у Загребу. Задњу утакмицу за Загреб је одиграо у сусрету против београдске Црвене звезде.
У јануару 2009. је прешао у шпански Реал из Мадрида. Добио је отказ у Реалу 26. јуна 2012. године.
У јулу 2012. је потписао уговор са Барселоном. У Барселони је провео наредних осам сезона, и током тог периода је освојио једну титулу првака Шпаније (2014), три Купа (2013, 2018, 2019) и један Суперкуп (2015). Два пута је уврштен у идеални тим Евролиге (2012/13, 2013/14) док је три пута био у најбољем тиму АЦБ лиге. Од 2018. је био и капитен Барселоне, чиме је постао први странац у историји клуба који је имао ту функцију. Поред тога он је и странац са највише одиграних утакмица у историји клуба. Напустио је клуб након завршетка сезоне 2019/20.
У јулу 2020. је потписао уговор са Хувентудом.

## Успеси

### Клупски
- Загреб:
  - Куп Хрватске (1): 2008.
- Реал Мадрид:
  - Куп Шпаније (1): 2012.
- Барселона:
  - Првенство Шпаније (1): 2013/14.
  - Куп Шпаније (3): 2013, 2018, 2019.
  - Суперкуп Шпаније (1): 2015.

### Појединачни
- Најкориснији играч Јадранске лиге (1): 2008/09.
- Идеални тим Евролиге - прва постава (2): 2012/13, 2013/14.
- Идеални тим Евролиге - друга постава (1): 2014/15.
- Идеални тим Првенства Шпаније (4): 2010/11, 2012/13, 2016/17, 2017/18.

### Репрезентативни
- Медитеранске игре:  2009.